# Хайрем Бердан
Хайрем Бердан (англ. Hiram Berdan; 6 вересня 1824, Фелпс, штат Нью-Йорк—31 березня 1893,  Вашингтон) — полковник американської служби, винахідник різних пристосувань до ручної вогнепальної зброї.
З них найвідоміші:
1. Запірний механізм казни зброї. З різних його видів зразок 1868 (Гвинтівка Бердана), вироблений Берданом спільно з відрядженими до Америки російськими офіцерами полковником Горловим і капітаном Гуніусом, — прийнятий був у тому ж році в Росії для озброєння стрілецьких батальйонів; а зразок 1869 р. — для озброєння всіх взагалі частин російських військ;
2. Металеві патрони, зразок яких також був прийнятий в російських військах під назвою патронів Бердана.

Учасник Громадянської війни в США. Зумів прославитися як творець снайперського підрозділу, який був одним з найефективніших бойових з'єднань армії Півночі.